# Zaduszniki (gromada)
Zaduszniki – dawna gromada, czyli najmniejsza jednostka podziału terytorialnego Polskiej Rzeczypospolitej Ludowej w latach 1954–1972.
Gromady, z gromadzkimi radami narodowymi (GRN) jako organami władzy najniższego stopnia na wsi, funkcjonowały od reformy reorganizującej administrację wiejską przeprowadzonej jesienią 1954 do momentu ich zniesienia z dniem 1 stycznia 1973, tym samym wypierając organizację gminną w latach 1954–1972.
Gromadę Zaduszniki z siedzibą GRN w Zadusznikach utworzono – jako jedną z 8759 gromad na obszarze Polski – w powiecie lipnowskim w woj. bydgoskim, na mocy uchwały nr 24/8 WRN w Bydgoszczy z dnia 5 października 1954. W skład jednostki weszły obszary dotychczasowych gromad Zaduszniki, Oleszno i Złowody, ponadto Osiedle Gołąbki z dotychczasowej gromady Witkowo oraz Osiedle Podlasie z dotychczasowej gromady Krojczyn, ze zniesionej gminy Zaduszniki w tymże powiecie. Dla gromady ustalono 22 członków gromadzkiej rady narodowej.
31 grudnia 1959 do gromady Zaduszniki włączono wieś Witkowo ze zniesionej gromady Ostrowite w tymże powiecie.
Gromadę zniesiono 1 stycznia 1969, a jej obszar włączono do gromad Grochowalsk (sołectwa Oleszno, Złowody i Zaduszniki) i Łochocin (sołectwo Witkowo) w tymże powiecie.